# تاریخچه زیست‌فناوری

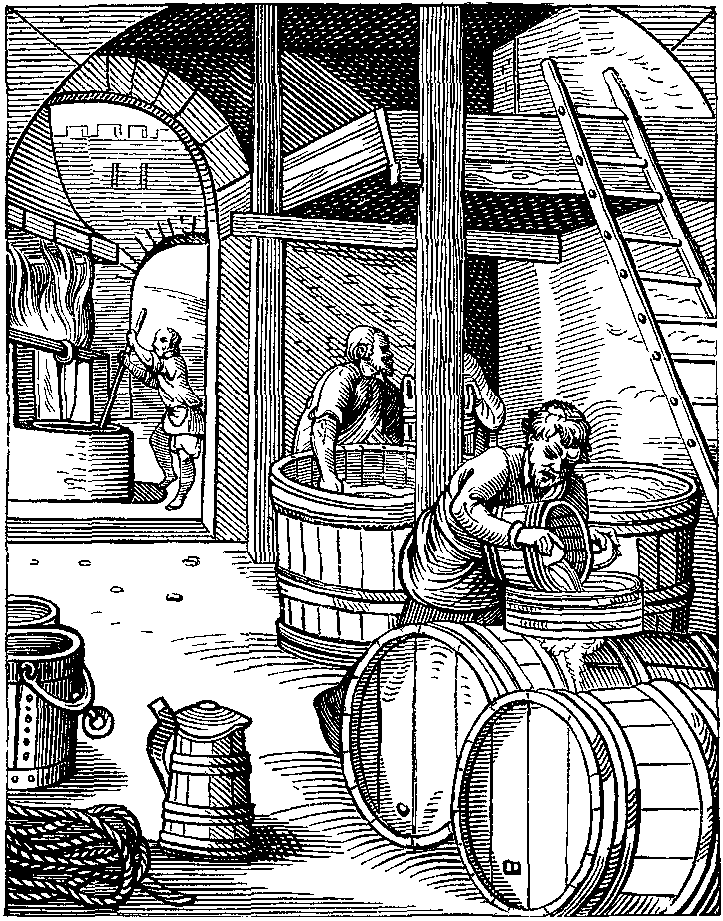
آبجوسازی یکی از نمونه‌های کهن زیست‌فناوری است.

زیست‌فناوری، استفاده از اصول علمی و مهندسی برای فرآوری مواد توسط عوامل زیستی به منظور ارائهٔ کالاها و خدمات است. از همان ابتدا، زیست‌فناوری ارتباط نزدیکی را با جامعه برقرار کرده‌است. به لحاظ تاریخی این علم عمدتاً به حوزه غذا (مسائلی از جمله سوء تغذیه و قحطی) مرتبط بود. در حالی که امروزه حوزه تولید داروهای زیست فناوری اهمیت بیشتری پیدا کرده‌است. تاریخچهٔ زیست‌فناوری با زیموتکنولوژی (فناوری مخمرها و با تمرکز بر فنون تولید آبجو آغاز گردید.
در ۱۹۷۸، با تولید انسولین انسانی مصنوعی، صحت ادعاهای لدبرگ (Lederberg) اثبات شدند و صنعت زیست‌فناوری به سرعت رشد کرد. هر پیشرفت علمی جدید، یک رویداد رسانه ای برای جلب حمایت عمومی شد، و در دهۀ ۱۹۸۰، زیست‌فناوری به یک صنعت نوید بخش تبدیل گردید. در سال ۱۹۸۸، تنها پنج پروتئین از سلول‌های مهندسی‌شدهٔ ژنتیکی به عنوان دارو توسط ادارهٔ غذا و داروی ایالات متحده (FDA) تأیید شده بودند، اما این تعداد تا پایان دههٔ ۱۹۹۰ با سرعت چشمگیری به بیش از ۱۲۵ دارو رسیدند.
امروزه با ظهور ژن درمانی، مطالعات سلول‌های بنیادی، شبیه‌سازی، و موادغذایی اصلاح‌شدهٔ ژنتیکی، رشته مهندسی ژنتیک بسیار مورد توجه قرار گرفته‌است.

## ریشه‌های زیست‌فناوری
زیست‌فناوری از رشتهٔ زیموتکنولوژی یا تخمیرشناسی (zymurgy) به وجود آمد. در اواخر قرن ۱۹ در آلمان، تولید آبجو به اندازهٔ فولاد در تولید ناخالص ملی کمک کرد و مالیات بر الکل نشان داد که می‌تواند منابع چشمگیری از درآمد دولت باشد. در دههٔ ۱۸۶۰، موسساتی به فناوری تولید آبجو اختصاص داده شده بودند. معروف‌ترین آن‌ها مؤسسهٔ خصوصی Carlsberg بود که در سال ۱۸۷۵ تأسیس شد. این شرکت Emil Christian Hansen را استخدام کرد. کسی که پیشگام تولید مخمر خالص به منظور به‌دست آوردن تولید آبجوی مرغوب بود. مؤسسات کمتر شناخته شدهٔ دیگری نیز وجود داشتند که فعالیت آن‌ها در پیشرفت صنعت تولید آبجو ایفای نقش کرد. یکی از آن‌ها، مؤسسهٔ Zymotechnic، در شیکاگو بود که توسط شیمیدان آلمانی John Ewald Siebel تأسیس گردید.
زیموتکنولوژی در جنگ جهانی اول برای پاسخ به نیازهای صنعتی در حمایت از جنگ گسترش یافت. مکس دلبروک مخمر را در مقیاس گسترده‌ای در طول جنگ برای پاسخ‌گویی به ۶۰٪ از نیاز خوراک‌دام‌های آلمانی رشد داد. ترکیبات دیگری همچون اسید لاکتیک نیز از تخمیر به‌دست آمد. در سمت متفقین، شیمیدان روسی حییم وایزمن از نشاسته برای برطرف کردن کمبود استون مورد نیاز انگلیسی‌ها که مادهٔ خام اصلی cordite است، به‌وسیلهٔٔ تخمیر ذرت به استون استفاده کرد. تخمیر در حال گسترش از تولید خانگی سنتی به سمت صنعتی بود و طولی نکشید که «زیموتکنولوژی» مسیر را برای «زیست‌فناوری» باز کرد.
با گسترش کمبود مواد غذایی و کم شدن منابع، برخی به یک راه حل جدید صنعتی اندیشیدند. کَروی اِرِکی مجارستانی واژهٔ «بیوتکنولوژی» را در سال ۱۹۱۹ در مجارستان برای توصیف یک فناوری بر پایهٔ تبدیل مواد خام به محصولات مفیدتر ابداع کرد. او یک کشتارگاه برای هزار خوک و همچنین یک مزرعهٔ پرورش با فضایی برای ۵۰۰۰۰ خوک، و افزایش بیش از ۱۰۰۰۰۰ خوک در سال ساخت. این تشکیلات به یکی از بزرگترین و سود آورترین سازمان‌های گوشت و چربی در جهان تبدیل شد. در کتابی با عنوان Biotechnologie, Ereky به بسط موضوعی پرداخت که می‌توانست در قرن ۲۰ ام تکرار و تصریح شود: زیست‌فناوری قادر به ارائهٔ راه حل‌هایی برای بحران‌های اجتماعی، مانند کمبود مواد غذایی و انرژی است. برای Ereky، اصطلاح "biotechnology" فرایندی را نشان می‌داد که توسط آن مواد خام می‌توانند به صورت زیستی به محصولات مفید ارتقاء یابند.
استفاده از این کلمه پس از جنگ جهانی اول به سرعت گسترش یافت و به عنوان «زیست‌فناوری» وارد لغت نامه‌های آلمانی شد و تا خارج از کشور و حتی تا آمریکا برده شد. برای مثال، در شیکاگو، به وجود آمدن تحریم‌ها در پایان جنگ جهانی اول، صنایع زیستی را تشویق به ایجاد فرصت‌هایی برای محصولات تخمیری جدید، به ویژه بازاری برای نوشیدنی‌های غیر الکلی کرد. Emil Siebel، پسر بنیان‌گذار مؤسسهٔ Zymotechnic، از شرکت پدرش استعفا داد تا شرکت خود به نام «دفتر زیست‌فناوری» (Bureau of Biotechnology)، را تأسیس کند. این شرکت در عرضهٔ نوشیدنی‌های تخمیری غیرالکلی تخصص داشت.
این باور که نیازهای یک جامعهٔ صنعتی می‌توانند به‌وسیلهٔٔ تخمیر ضایعات کشاورزی تأمین شوند، عنصری مهم از "جنبش chemurgic" بود.
فرایندهای مبتنی بر تخمیر، محصولات در حال رشد سودمندی را تولید کردند. در دههٔ ۱۹۴۰، پنی سیلین چشمگیرترین آن‌ها بود. با وجود اینکه پنی سیلین در انگلستان کشف شد، اما به صورت صنعتی در ایالات متحده و با استفاده از یک فرایند تخمیری، تولید گردید.
منافع بسیار زیاد و همچنین در آغاز دههٔ ۱۹۵۰، فناوری تخمیر به اندازهٔ کافی برای تولید استروئیدها در مقیاس‌های صنعتی پیشرفت کرد. یکی از موارد مهم آن، کورتیزون نیمه‌مصنوعی اصلاح‌شده بود که روش قدیمی تولید ۳۱ مرحله‌ای آن، به ۱۱ مرحله ساده شد. تخمین زده شد که این پیشرفت باعث کاهش ۷۰ درصدی قیمت دارو و در نتیجه باعث ارزانی و در دسترس بودن آن می‌شود. امروزه و به احتمال زیاد در سال‌های آینده همچنان زیست‌فناوری نقش اصلی را در تولید این محصولات ایفا می‌کند.